# Friedhof Unterrath
Der Friedhof Unterrath ist ein im Düsseldorfer Stadtteil Unterrath gelegener Friedhof. Er wurde 1807 eröffnet. Nachdem der alte Friedhof auf dem Kirchhof, an der (alten) Kirche „St. Maria unter dem Kreuze“, nicht mehr genügte, wurde er ursprünglich in der Größe von einem Morgen angelegt. Auf den älteren Teilen stehen bis heute einige alte Grabmäler aus der Mitte des 19. Jahrhunderts. Nach dem Ersten und Zweiten Weltkrieg erfolgten Erweiterungen. Seit der Eingemeindung Unterraths 1909 gehört er zur Stadt Düsseldorf. Der kommunale Friedhof umschließt den Klosterfriedhof St. Josef. 1931 wurde eine Friedhofskapelle mit Nebengebäuden errichtet. Zuvor fanden die Beerdigungen noch vom Trauerhaus aus statt. 1971 wurde ein Ehrenfriedhof für 18 Kriegstote angelegt. Seit Sommer 2005 verfügt der Friedhof über neue Aufbahrungsräume. Heute beträgt die Fläche des Friedhofs 9,71 Hektar. Die  Mitarbeiter des Friedhofes Unterrath betreuen auch die Friedhöfe der Stadtteile Kalkum und Angermund.

## Weblink
- Beschreibung der Stadt Düsseldorf

Koordinaten: 51° 16′ 23″ N, 6° 47′ 5″ O